# Самоћа (филм)
„Самоћа” је југословенски ТВ филм из 1973. године. Режирао га је Славољуб Стефановић Раваси а сценарио је написао Ђорђе Лебовић.

## Улоге
| Глумац                     | Улога                   |
| -------------------------- | ----------------------- |
| Стојан Столе Аранђеловић   | (као Столе Аранђеловић) |
| Сима Јанићијевић           |                         |
| Љубица Ковић               |                         |
| Љиљана Крстић              |                         |
| Милан Цаци Михаиловић      | (као Милан Михаиловић)  |
| Дубравка Перић             |                         |
| Милан Пузић                |                         |
| Ружица Сокић               |                         |
| Васја Станковић            |                         |
| Властимир Ђуза Стојиљковић |                         |
| Горан Султановић           |                         |